# Grand Critérium (Mémorial Bepi Biasuzzi)
Pour les articles homonymes, voir Grand Critérium.
Le Grand Critérium (en italien Gran Criterium), ou Mémorial Bepi Biasuzzi (Mémorial Piero Biondi jusqu'en 2011)  est une ancienne course hippique de trot attelé se déroulant au mois de novembre sur l'hippodrome de San Siro à Milan (Italie) jusqu'en 2012, en décembre sur l'hippodrome de Trévise en 2013 et  2014, et en novembre ou décembre sur l'hippodrome de la Maura à Milan de 2015 à 2017.
Elle est supprimée du programme en 2018, tout comme le Grand Prix Allevatori. Les deux épreuves sont remplacées par le Grand Prix Mipaaft Allevamento.
C'était une course européenne de Groupe I réservée aux poulains de 2 ans, hongres exclus.
Elle se courait sur une distance de 1 650 mètres, départ à l'autostart et était dotée en 2017 de 187 000 € dont 66 470 € pour le vainqueur.

## Palmarès depuis 1986
| Année | Cheval         | Père               | Pays      | Driver              | Temps  |
| 2017  | Zarenne Fas    | Varenne            | Italie    | Ferdinando Minopoli | 1'14"9 |
| 2016  | Vampire Dany   | Conway Hall        | Italie    | Roberto Andreghetti | 1'13"7 |
| 2015  | Demonia Roma   | Password           | France    | Jos Verbeeck        | 1'14"7 |
| 2014  | Tony Gio       | Varenne            | Italie    | Mauro Baroncini     | 1'14"6 |
| 2013  | Sceicco        | Look de Star       | Italie    | Andrea Guzzinati    | 1'13"5 |
| 2012  | Ruty Grif      | Varenne            | Italie    | Marco Smorgon       | 1'14"1 |
| 2011  | Perkins Grif   | Classic Photo      | Italie    | Andrea Farolfi      | 1'14"  |
| 2010  | Opal Brown     | Toss Out           | Italie    | Federico Esposito   | 1'15"3 |
| 2009  | Nieves VL      | Ganymède           | Italie    | Andrea Guzzinati    | 1'15"1 |
| 2008  | Main Wise As   | Yankee Glide       | Pays-Bas  | Hugo Langeweg Jr    | 1'15"4 |
| 2007  | Lord Capar     | Varenne            | Suède     | Örjan Kihlström     | 1'15"1 |
| 2006  | Ilaria Jet     | Pine Chip          | Italie    | Roberto Andreghetti | 1'13"6 |
| 2005  | Gilly LB       | Supergill          | Italie    | Andrea Guzzinati    | 1'13"8 |
| 2004  | First Wise As  | Yankee Glide       | Italie    | Pietro Gubellini    | 1'14"4 |
| 2003  | Ellymay        | Supergill          | Italie    | Pietro Gubellini    | 1'16"  |
| 2002  | Doria As       | Lemon Dra          | Italie    | Mauro Baroncini     | 1'15"1 |
| 2001  | Come on Grif   | Pine Chip          | Italie    | Giampaolo Minnucci  | 1'16"3 |
| 2000  | Beir di Casei  | Lemon Dra          | Italie    | Santo Mollo         | 1'15"3 |
| 1999  | Aigre Doux     | And Arifant        | Italie    | Giampaolo Minnucci  | 1'15"5 |
| 1998  | Zambesi Bi     | Crown's Invitation | Italie    | Jan Nordin          | 1'15"1 |
| 1997  | Viking Kronos  | American Winner    | Suède     | Lutfi Kolgjini      | 1'15"2 |
| 1996  | Dino As        | Diamond Way        | Allemagne | Enrico Bellei       | 1'15"4 |
| 1995  | Tiffany As     | Speedy Crown       | Italie    | Mauro Baroncini     | 1'14"9 |
| 1994  | Pik König      | Niton              | Allemagne | Rolf Dautzemberg    | 1'16"5 |
| 1993  | Rapid Effe     | Speedy Somolli     | Italie    | Maurio Rivara       | 1'15"6 |
| 1992  | Penelope Dei   | Super Bowl         | Italie    | Jan Nordin          | 1'16"6 |
| 1991  | Cobira         | Gridiron Lad       | Italie    | Rolf Dautzemberg    | 1'16"2 |
| 1990  | Sir Action     | Action Nevele      | Italie    | Rolf Dautzemberg    | 1'16"8 |
| 1989  | Mint di Jesolo | Gator Bowl         | Italie    | Antonio Luongo      | 1'15"8 |
| 1988  | Lemon Dra      | Sharif di Iesolo   | Italie    | William Casoli      | 1'15"3 |
| 1987  | Indro Park     | Sharif di Iesolo   | Italie    | Lorenzo Baldi       | 1'15"4 |
| 1986  | Giawhar        | Speed Expert       | Italie    | M. Bertini          | 1'16"8 |